# Thelypteris nephrodioides
Thelypteris nephrodioides là một loài thực vật có mạch trong họ Thelypteridaceae. Loài này được (Klotzsch) Proctor miêu tả khoa học đầu tiên năm 1953.